# DNA World Tour
DNA World Tour foi a décima primeira turnê musical do grupo estadunidense Backstreet Boys, realizada em apoio a seu décimo álbum de estúdio, DNA (2019). A turnê iniciou-se em 11 de maio de 2019 em Lisboa, Portugal, como a maior turnê de arena do Backstreet Boys em dezoito anos. Mais tarde, tornou-se a nona turnê de maior bilheteria do ano de 2019.
O prosseguimento da turnê acabou sendo interrompido em 15 de março de 2020, devido a disseminação da pandemia de COVID-19, dessa forma, o Backstreet Boys reagendou inicialmente as datas restantes para o ano seguinte, entretanto, os reagendamentos tiveram que ocorrer novamente para datas em 2022 e 2023. A DNA World Tour foi retomada recebendo a inclusão de novas datas e territórios, sendo encerrada em 20 de maio de 2023 em Pretória, África do Sul, tendo sido apresentada em 44 países em seis continentes.

## Antecedentes e desenvolvimento
A DNA World Tour foi anunciada em 9 de novembro de 2018, como a maior turnê de arena do Backstreet Boys em dezoito anos, a ser iniciada logo após o grupo encerrar a Backstreet Boys: Larger Than Life, sua série de concertos de residência em Las Vegas, Estados Unidos. Neste anúncio foram divulgados o início da turnê a ser realizada na Europa em maio de 2019, prosseguindo para 43 datas de julho a setembro do mesmo ano na América do Norte. Em março de 2019, foi anunciado a realização da etapa asiática da DNA World Tour, a ser realizada no mês de outubro com sete concertos. Posteriormente, foi divulgado que o cantor Baylee Littrell, filho do membro Brian Littrell, seria o ato de abertura da etapa da América do Norte.
No segundo semestre de 2019, a etapa da DNA World Tour pela América Latina foi divulgada, inicialmente com onze concertos a serem realizados entre fevereiro a março de 2020, incluindo a primeira apresentação do Backstreet Boys na Costa Rica. Entretanto, devido a disseminação da pandemia de COVID-19 e em atendimento a medidas sanitárias vigentes, o último concerto de sua etapa latino-americana a ser realizado em 15 de março de 2020 em São Paulo foi adiado, além disso, o Backstreet Boys reagendou as datas posteriores da turnê em sua etapa pela Oceania, para os meses de abril e maio de 2021. Contudo, devido a pandemia, houve um novo reagendamento para 2022 e a seguir, 2023. A retomada da DNA World Tour ocorreu em 8 de abril de 2022, em sua nova etapa pela América do Norte. Em junho de 2022, foi anunciado que a cantora australiana Delta Goodrem, seria o ato de abertura dos concertos realizados nos Estados Unidos. A seguir, novas datas e locais de concertos foram adicionados a turnê, o que incluiu novas etapas na Europa, América do Sul e Ásia, bem como a execução dos concertos reagendados da Oceania e a adição de Oriente Médio e África Austral, este último encerrando oficialmente a DNA World Tour em 20 de maio de 2023.

## Recepção comercial

### Vendas de ingressos
A venda de ingressos da DNA World Tour em Abu Dhabi, nos Emirados Árabes Unidos, esgotou-se em apenas seis horas, o que tornou-se a venda de ingressos mais rápida da turnê e também tornou-se a vendagem mais rápida de ingressos de um concerto de arena em Abu Dhabi.

### Faturamento
A DNA World Tour classificou-se como a nona turnê de maior bilheteria do ano de 2019, com um público total de 999.242 em 95 concertos, obtendo $92.310.105 de receita. No ano seguinte, a turnê posicionou-se em número vinte com um público total de 251,829 em dezenove concertos, obtendo $20.330.901 de receita. Em 2022, posicionou-se em número 22 com um público total de 1,084,672 em 82 concertos e receita de $85.796.497.

## Atos de abertura
- KnowleDJ (Europa—etapa 1, maioria das datas)[20]
- Baylee Littrell (América do Norte—etapa 1, em datas selecionadas)[21]
- Delta Goodrem (América do Norte—etapa 5, em datas selecionadas)[12][22]

## Repertório
O repertório abaixo é representativo do concerto ocorrido em 26 de agosto de 2019 em Tennessee, Estados Unidos não correspondendo necessariamente aos outros concertos da turnê.
1. "Everyone" / "I Wanna Be With You"
2. "The Call"
3. "Don't Want You Back"
4. "Nobody Else" (Brian Littrell solo)
5. "New Love"
6. "Get Down (You're the One for Me)"
7. "Chateau" (Howie Dorough solo)
8. "Show Me the Meaning of Being Lonely"
9. "Incomplete"
10. "Undone"
11. "More than That"
12. "The Way It Was" (Nick Carter solo)
13. "Chances"
14. "Shape of My Heart"
15. "Drowning"
16. "Passionate" (Kevin Richardson e AJ McLean dueto)
17. "Quit Playing Games (with My Heart)"
18. "As Long as You Love Me"
19. "No Place"
20. "Anywhere For You"
21. "Breathe"
22. "Don't Wanna Lose You Now"
23. "I'll Never Break Your Heart"
24. "All I Have to Give"
25. "Everybody (Backstreet's Back)"
26. "We've Got It Goin' On"
27. "It's Gotta Be You"
28. "That's the Way I Like It"
29. "Get Another Boyfriend"
30. "The One"
31. "I Want It That Way"

Bis
1. "Don't Go Breaking My Heart"
2. "Larger than Life"

- A versão em espanhol de "Anywhere For You" fez parte do repertório da turnê na América Latina, exceto no Brasil.

- 2 de julho de 2022 — Toronto, Canadá: "I Want It That Way" com Drake.[24]

## Datas da turnê
| Data                                     | Cidade            | País                   | Local                                   | Público          | Receita          |
| Etapa 1 — Europa                         | Etapa 1 — Europa  | Etapa 1 — Europa       | Etapa 1 — Europa                        | Etapa 1 — Europa | Etapa 1 — Europa |
| ---------------------------------------- | ----------------- | ---------------------- | --------------------------------------- | ---------------- | ---------------- |
| 11 de maio de 2019                       | Lisboa            | Portugal               | Altice Arena                            | 18,801 / 19,051  | $1,077,876       |
| 13 de maio de 2019                       | Madrid            | Espanha                | WiZink Center                           | 14,440 / 15,560  | $1,451,433       |
| 15 de maio de 2019                       | Milão             | Itália                 | Mediolanum Forum                        | 10,411 / 10,411  | $607,134         |
| 17 de maio de 2019                       | Barcelona         | Espanha                | Palau Sant Jordi                        | 17,475 / 17,732  | $1,436,925       |
| 19 de maio de 2019                       | Paris             | França                 | AccorHotels Arena                       | 7,899 / 9,000    | $708,180         |
| 21 de maio de 2019                       | Hanôver           | Alemanha               | TUI Arena                               | 11,197 / 11,219  | $943,310         |
| 22 de maio de 2019                       | Antwerp           | Bélgica                | Sportpaleis                             | 16,972 / 16,972  | $1,206,061       |
| 23 de maio de 2019                       | Amsterdã          | Países Baixos          | Ziggo Dome                              | 16,740 / 16,740  | $1,190,308       |
| 25 de maio de 2019                       | Mannheim          | Alemanha               | SAP Arena                               | 11,061 / 11,061  | $919,230         |
| 27 de maio de 2019                       | Munique           | Alemanha               | Olympiahalle                            | 12,764 / 12,764  | $1,052,015       |
| 28 de maio de 2019                       | Vienna            | Áustria                | Wiener Stadthalle                       | 13,077 / 13,303  | $1,116,458       |
| 29 de maio de 2019                       | Berlim            | Alemanha               | Mercedes-Benz Arena                     | 13,379 / 13,610  | $1,171,565       |
| 31 de maio de 2019                       | Gotemburgo        | Suécia                 | Scandinavium                            | 11,557 / 11,557  | $914,368         |
| 1 de junho de 2019                       | Oslo              | Noruega                | Oslo Spektrum                           | 8,781 / 8,781    | $663,089         |
| 2 de junho de 2019                       | Estocolmo         | Suécia                 | Ericsson Globe                          | 13,698 / 13,698  | $953,136         |
| 5 de junho de 2019                       | Helsinki          | Finlândia              | Hartwall Arena                          | 11,101 / 11,101  | $900,068         |
| 8 de junho de 2019                       | Copenhague        | Dinamarca              | Royal Arena                             | 15,485 / 15,485  | $1,333,049       |
| 10 de junho de 2019                      | Manchester        | Inglaterra             | Manchester Arena                        | 13,073 / 13,349  | $1,028,880       |
| 11 de junho de 2019                      | Dublin            | Irlanda                | 3Arena                                  | 12,419 / 12,419  | $974,187         |
| 14 de junho de 2019                      | Glasgow           | Escócia                | SSE Hydro                               | 8,557 / 9,223    | $764,076         |
| 15 de junho de 2019                      | Birmingham        | Inglaterra             | Arena Birmingham                        | 12,020 / 12,350  | $992,664         |
| 17 de junho de 2019                      | Londres           | Inglaterra             | The O2 Arena                            | 28,884 / 28,884  | $2,684,306       |
| 18 de junho de 2019                      | Londres           | Inglaterra             | The O2 Arena                            | 28,884 / 28,884  | $2,684,306       |
| 20 de junho de 2019                      | Cologne           | Alemanha               | Lanxess Arena                           | 15,747 / 15,747  | $1,263,989       |
| 21 de junho de 2019                      | Zurique           | Suíça                  | Hallenstadion                           | 13,480 / 13,480  | $1,228,038       |
| 22 de junho de 2019                      | Praga             | Chéquia                | O2 Arena                                | 13,138 / 15,541  | $961,334         |
| 24 de junho de 2019                      | Varsóvia          | Polónia                | Arena COS Torwar                        | 7,228 / 7,500    | $618,194         |
| 25 de junho de 2019                      | Budapeste         | Hungria                | László Papp Budapest Sports Arena       | 12,872 / 12,922  | $865,075         |
| Etapa 2 — América do Norte               |                   |                        |                                         |                  |                  |
| 12 de julho de 2019                      | Washington, D.C.  | Estados Unidos         | Capital One Arena                       | 13,397 / 13,894  | $1,388,801       |
| 14 de julho de 2019                      | Ottawa            | Canadá                 | LeBreton Flats Park                     | —                | —                |
| 15 de julho de 2019                      | Montreal          | Canadá                 | Bell Centre                             | 15,513 / 16,849  | $1,188,160       |
| 17 de julho de 2019                      | Toronto           | Canadá                 | Scotiabank Arena                        | 15,008 / 15,008  | $1,431,089       |
| 20 de julho de 2019                      | Saint Paul        | Estados Unidos         | Xcel Energy Center                      | 15,029 / 15,029  | $1,469,180       |
| 22 de julho de 2019                      | Winnipeg          | Canadá                 | Bell MTS Place                          | 12,578 / 12,578  | $1,058,990       |
| 24 de julho de 2019                      | Calgary           | Canadá                 | Scotiabank Saddledome                   | 12,369 / 12,369  | $1,125,627       |
| 25 de julho de 2019                      | Edmonton          | Canadá                 | Rogers Place                            | 14,109 / 14,109  | $1,403,761       |
| 27 de julho de 2019                      | Vancouver         | Canadá                 | Rogers Arena                            | 14,169 / 14,169  | $1,414,669       |
| 29 de julho de 2019                      | Everett           | Estados Unidos         | Angel of the Winds Arena                | 7,793 / 8,077    | $802,060         |
| 30 de julho de 2019                      | Portland          | Estados Unidos         | Moda Center                             | 13,336 / 13,336  | $1,197,171       |
| 1 de agosto de 2019                      | Sacramento        | Estados Unidos         | Golden 1 Center                         | 12,448 / 12,448  | $1,172,741       |
| 3 de agosto de 2019                      | Los Angeles       | Estados Unidos         | Staples Center                          | 13,282 / 14,158  | $1,334,557       |
| 4 de agosto de 2019                      | San José          | Estados Unidos         | SAP Center                              | 13,112 / 13,478  | $1,328,286       |
| 5 de agosto de 2019                      | Anaheim           | Estados Unidos         | Honda Center                            | 12,537 / 12,945  | $1,089,354       |
| 7 de agosto de 2019                      | Salt Lake City    | Estados Unidos         | Vivint Smart Home Arena                 | 12,124 / 12,417  | $941,101         |
| 8 de agosto de 2019                      | Denver            | Estados Unidos         | Pepsi Center                            | 12,489 / 12,978  | $1,073,489       |
| 10 de agosto de 2019                     | Chicago           | Estados Unidos         | United Center                           | 14,971 / 15,311  | $1,425,918       |
| 12 de agosto de 2019                     | Detroit           | Estados Unidos         | Little Caesars Arena                    | 15,959 / 15,959  | $1,422,120       |
| 14 de agosto de 2019                     | Boston            | Estados Unidos         | TD Garden                               | 13,075 / 13,442  | $1,265,642       |
| 15 de agosto de 2019                     | Brooklyn          | Estados Unidos         | Barclays Center                         | 16,524 / 16,524  | $2,204,409       |
| 17 de agosto de 2019                     | Filadélfia        | Estados Unidos         | Wells Fargo Center                      | 14,916 / 15,307  | $1,098,765       |
| 20 de agosto de 2019                     | Raleigh           | Estados Unidos         | PNC Arena                               | 13,422 / 13,422  | $1,256,486       |
| 21 de agosto de 2019                     | Atlanta           | Estados Unidos         | State Farm Arena                        | 11,612 / 11,612  | $1,108,964       |
| 23 de agosto de 2019                     | Sunrise           | Estados Unidos         | BB&T Center                             | 13,538 / 13,538  | $1,283,152       |
| 24 de agosto de 2019                     | Orlando           | Estados Unidos         | Amway Center                            | 13,043 / 13,043  | $1,314,467       |
| 26 de agosto de 2019                     | Nashville         | Estados Unidos         | Bridgestone Arena                       | 13,628 / 13,628  | $1,239,888       |
| 27 de agosto de 2019                     | Memphis           | Estados Unidos         | FedExForum                              | 9,690 / 11,842   | $600,281         |
| 28 de agosto de 2019                     | Tulsa             | Estados Unidos         | BOK Center                              | 9,072 / 9,598    | $688,436         |
| 30 de agosto de 2019                     | Nova Orleans      | Estados Unidos         | Smoothie King Center                    | 12,514 / 13,428  | $1,193,584       |
| 31 de agosto de 2019                     | Houston           | Estados Unidos         | Toyota Center                           | 12,305 / 12,305  | $1,449,011       |
| 1 de setembro de 2019                    | Dallas            | Estados Unidos         | American Airlines Center                | 13,634 / 13,634  | $1,361,524       |
| 3 de setembro de 2019                    | Lafayette         | Estados Unidos         | Cajundome                               | 7,628 / 9,203    | $435,112         |
| 4 de setembro de 2019                    | Birmingham        | Estados Unidos         | Legacy Arena                            | 10,498 / 11,315  | $822,762         |
| 6 de setembro de 2019                    | St. Louis         | Estados Unidos         | Enterprise Center                       | 13,496 / 13,496  | $1,164,409       |
| 7 de setembro de 2019                    | Kansas City       | Estados Unidos         | Sprint Center                           | 13,474 / 13,474  | $1,199,927       |
| 8 de setembro de 2019                    | Omaha             | Estados Unidos         | CHI Health Center Arena                 | 12,270 / 13,034  | $893,790         |
| 10 de setembro de 2019                   | Indianápolis      | Estados Unidos         | Bankers Life Fieldhouse                 | 12,269 / 12,269  | $955,649         |
| 11 de setembro de 2019                   | Milwaukee         | Estados Unidos         | Fiserv Forum                            | 11,601 / 11,601  | $1,261,850       |
| 13 de setembro de 2019                   | Louisville        | Estados Unidos         | KFC Yum! Center                         | 14,907 / 14,907  | $1,224,299       |
| 14 de setembro de 2019                   | Pittsburgh        | Estados Unidos         | PPG Paints Arena                        | 13,960 / 13,960  | $1,221,912       |
| 15 de setembro de 2019                   | Newark            | Estados Unidos         | Prudential Center                       | 13,023 / 13,023  | $1,879,908       |
| 16 de setembro de 2019                   | Hershey           | Estados Unidos         | Hersheypark Stadium                     | 19,780 / 24,879  | $1,254,853       |
| Etapa 3 — Ásia / América do Norte        |                   |                        |                                         |                  |                  |
| 16 de outubro de 2019                    | Osaka             | Japão                  | Osaka-Jo Hall                           | 10,156 / 10,156  | $1,690,048       |
| 19 de outubro de 2019                    | Macau             | Macau                  | Cotai Arena                             | 11,183 / 11,183  | $1,440,701       |
| 22 de outubro de 2019                    | Taipé             | Taiwan                 | Nangang Exhibition Hall                 | 9,450 / 10,556   | $1,158,454       |
| 24 de outubro de 2019                    | Bancoque          | Tailândia              | Impact Exhibition Hall 5–6              | 5,579 / 8,681    | $774,438         |
| 26 de outubro de 2019                    | Jacarta           | Indonésia              | Jakarta International Expo              | 5,000 / 5,000    | $742,950         |
| 28 de outubro de 2019                    | Pasay             | Filipinas              | Mall of Asia Arena                      | 8,578 / 8,578    | $1,434,838       |
| 30 de outubro de 2019                    | Singapura         | Singapura              | Singapore Indoor Stadium                | 9,879 / 9,879    | $1,705,211       |
| 2 de novembro de 2019                    | Honolulu          | Estados Unidos         | Blaisdell Arena                         | 23,425 / 25,697  | $2,770,610       |
| 3 de novembro de 2019                    | Honolulu          | Estados Unidos         | Blaisdell Arena                         | 23,425 / 25,697  | $2,770,610       |
| 5 de novembro de 2019                    | Honolulu          | Estados Unidos         | Blaisdell Arena                         | 23,425 / 25,697  | $2,770,610       |
| 6 de novembro de 2019                    | Honolulu          | Estados Unidos         | Blaisdell Arena                         | 23,425 / 25,697  | $2,770,610       |
| Etapa 4 — América Latina                 |                   |                        |                                         |                  |                  |
| 20 de fevereiro de 2020                  | Cidade do México  | México                 | Palacio de los Deportes                 | 43,370 / 43,370  | $3,601,893       |
| 21 de fevereiro de 2020                  | Cidade do México  | México                 | Palacio de los Deportes                 | 43,370 / 43,370  | $3,601,893       |
| 22 de fevereiro de 2020                  | Cidade do México  | México                 | Palacio de los Deportes                 | 43,370 / 43,370  | $3,601,893       |
| 24 de fevereiro de 2020                  | Monterrey         | México                 | Arena Monterrey                         | 25,442 / 25,442  | $1,397,072       |
| 25 de fevereiro de 2020                  | Monterrey         | México                 | Arena Monterrey                         | 25,442 / 25,442  | $1,397,072       |
| 26 de fevereiro de 2020                  | Guadalajara       | México                 | Arena VFG                               | 11,814 / 11,814  | $753,390         |
| 28 de fevereiro de 2020                  | Alajuela          | Costa Rica             | Anfiteatro Coca-Cola                    | 11,152 / 11,152  | $986,408         |
| 1 de março de 2020                       | Bogotá            | Colômbia               | Movistar Arena                          | 19,990 / 19,990  | $1,930,409       |
| 2 de março de 2020                       | Bogotá            | Colômbia               | Movistar Arena                          | 19,990 / 19,990  | $1,930,409       |
| 4 de março de 2020                       | Santiago          | Chile                  | Estadio Bicentenario de La Florida      | 40,078 / 40,078  | $3,085,858       |
| 5 de março de 2020                       | Santiago          | Chile                  | Estadio Bicentenario de La Florida      | 40,078 / 40,078  | $3,085,858       |
| 7 de março de 2020                       | Buenos Aires      | Argentina              | Campo Argentino de Polo                 | 25,025 / 25,025  | $1,620,100       |
| 8 de março de 2020                       | Montevidéu        | Uruguai                | Antel Arena                             | 13,780 / 13,780  | $888,018         |
| 9 de março de 2020                       | Montevidéu        | Uruguai                | Antel Arena                             | 13,780 / 13,780  | $888,018         |
| 11 de março de 2020                      | Uberlândia        | Brasil                 | Ginásio Sabiazinho                      | 7,043 / 7,043    | $541,487         |
| 13 de março de 2020                      | Rio de Janeiro    | Brasil                 | Jeunesse Arena                          | 11,268 / 11,268  | $861,213         |
| Etapa 5 — América do Norte               |                   |                        |                                         |                  |                  |
| 8 de abril de 2022                       | Las Vegas         | Estados Unidos         | The Colosseum at Caesars Palace         | 12,223 / 27,773  | $1,588,757       |
| 9 de abril de 2022                       | Las Vegas         | Estados Unidos         | The Colosseum at Caesars Palace         | 12,223 / 27,773  | $1,588,757       |
| 15 de abril de 2022                      | Las Vegas         | Estados Unidos         | The Colosseum at Caesars Palace         | 12,223 / 27,773  | $1,588,757       |
| 16 de abril de 2022                      | Las Vegas         | Estados Unidos         | The Colosseum at Caesars Palace         | 12,223 / 27,773  | $1,588,757       |
| 15 de maio de 2022                       | Cidade do México  | México                 | Foro Sol                                | —                | —                |
| 4 de junho de 2022                       | Chula Vista       | Estados Unidos         | North Island Credit Union Amphitheatre  | 16,551 / 19,767  | $993,362         |
| 5 de junho de 2022                       | Irvine            | Estados Unidos         | FivePoint Amphitheatre                  | 10,864 / 11,660  | $883,187         |
| 7 de junho de 2022                       | Los Angeles       | Estados Unidos         | Hollywood Bowl                          | 17,269 / 17,269  | $1,905,463       |
| 9 de junho de 2022                       | Phoenix           | Estados Unidos         | Ak-Chin Pavilion                        | 16,685 / 19,325  | $1,079,101       |
| 11 de junho de 2022                      | Albuquerque       | Estados Unidos         | Isleta Amphitheater                     | 13,109 / 15,291  | $767,050         |
| 13 de junho de 2022                      | Austin            | Estados Unidos         | Germania Inscurance Amphitheater        | 9,836 / 12,512   | $668,143         |
| 14 de junho de 2022                      | The Woodlands     | Estados Unidos         | Cynthia Woods Mitchell Pavilion         | 16,346 / 16,346  | $1,197,039       |
| 15 de junho de 2022                      | Irving            | Estados Unidos         | Toyota Music Factory                    | 7,825 / 7,879    | $818,171         |
| 17 de junho de 2022                      | Rogers            | Estados Unidos         | Walmart Arkansas Music Pavilion         | 10,795 / 10,825  | $795,281         |
| 20 de junho de 2022                      | Jacksonville      | Estados Unidos         | VyStar Veterans Memorial Arena          | 10,672 / 10,672  | $1,133,884       |
| 21 de junho de 2022                      | Tampa             | Estados Unidos         | MidFlorida Credit Union Amphitheatre    | 18,239 / 18,239  | $1,333,131       |
| 22 de junho de 2022                      | West Palm Beach   | Estados Unidos         | iTHINK Financial Amphitheatre           | 17,716 / 17,716  | $1,163,629       |
| 24 de junho de 2022                      | Charlotte         | Estados Unidos         | PNC Music Pavilion                      | 18,353 / 18,353  | $1,115,506       |
| 25 de junho de 2022                      | Raleigh           | Estados Unidos         | Coastal Credit Union Music Park         | 15,150 / 15,150  | $794,074         |
| 28 de junho de 2022                      | Alpharetta        | Estados Unidos         | Ameris Bank Amphitheatre                | 11,736 / 12,065  | $837,259         |
| 1 de julho de 2022                       | Toronto           | Canadá                 | Budweiser Stage                         | 31,561 / 31,896  | $2,241,040       |
| 2 de julho de 2022                       | Toronto           | Canadá                 | Budweiser Stage                         | 31,561 / 31,896  | $2,241,040       |
| 3 de julho de 2022                       | Darien Center     | Estados Unidos         | Darien Lake Performing Arts Center      | 14,179 / 21,780  | $811,435         |
| 5 de julho de 2022                       | Burgettstown      | Estados Unidos         | The Pavilion at Star Lake               | 13,849 / 23,039  | $629,679         |
| 6 de julho de 2022                       | Cuyahoga Falls    | Estados Unidos         | Blossom Music Center                    | 18,351 / 19,726  | $1,082,838       |
| 8 de julho de 2022                       | Milwaukee         | Estados Unidos         | American Family Insurance Amphitheater  | —                | —                |
| 10 de julho de 2022                      | Noblesville       | Estados Unidos         | Ruoff Music Center                      | 21,317 / 23,712  | $1,081,313       |
| 13 de julho de 2022                      | Virginia Beach    | Estados Unidos         | Veterans United Home Loans Amphitheater | 15,197 / 19,785  | $794,098         |
| 14 de julho de 2022                      | Camden            | Estados Unidos         | Freedom Mortgage Pavilion               | 18,122 / 24,948  | $1,108,622       |
| 16 de julho de 2022                      | Wantagh           | Estados Unidos         | Jones Beach Theater                     | 13,619 / 13,619  | $1,360,916       |
| 17 de julho de 2022                      | Hartford          | Estados Unidos         | Xfinity Theatre                         | 15,071 / 24,222  | $865,983         |
| 19 de julho de 2022                      | Holmdel Township  | Estados Unidos         | PNC Bank Arts Center                    | 17,168 / 17,168  | $1,212,986       |
| 20 de julho de 2022                      | Mansfield         | Estados Unidos         | Xfinity Center                          | 15,518 / 19,537  | $1,137,466       |
| 21 de julho de 2022                      | Bangor            | Estados Unidos         | Darling's Waterfront Pavilion           | 9,652 / 10,969   | $732,460         |
| 23 de julho de 2022                      | Saratoga Springs  | Estados Unidos         | Saratoga Performing Arts Center         | 16,656 / 24,998  | $857,344         |
| 24 de julho de 2022                      | Bethel            | Estados Unidos         | Bethel Woods Center for the Arts        | 10,952 / 15,991  | $757,391         |
| 26 de julho de 2022                      | Cincinnati        | Estados Unidos         | Riverbend Music Center                  | 13,201 / 20,372  | $759,272         |
| 28 de julho de 2022                      | Clarkston         | Estados Unidos         | Pine Knob Music Theatre                 | 14,761 / 14,761  | $1,111,933       |
| 29 de julho de 2022                      | Tinley Park       | Estados Unidos         | Hollywood Casino Amphitheatre           | 25,522 / 25,522  | $1,421,553       |
| 30 de julho de 2022                      | Maryland Heights  | Estados Unidos         | Hollywood Casino Amphitheatre           | 18,978 / 19,066  | $1,049,750       |
| 2 de agosto de 2022                      | Greenwood Village | Estados Unidos         | Fiddler's Green Amphitheatre            | —                | —                |
| 4 de agosto de 2022                      | West Valley City  | Estados Unidos         | USANA Amphitheatre                      | 20,273 / 20,544  | $1,052,662       |
| 6 de agosto de 2022                      | Wheatland         | Estados Unidos         | Toyota Amphitheatre                     | 13,812 / 18,500  | $686,861         |
| 7 de agosto de 2022                      | Mountain View     | Estados Unidos         | Shoreline Amphitheatre                  | 20,698 / 22,820  | $1,004,645       |
| 9 de agosto de 2022                      | Concord           | Estados Unidos         | Concord Pavilion                        | 12,397 / 12,715  | $704,266         |
| 12 de agosto de 2022                     | Auburn            | Estados Unidos         | White River Amphitheatre                | 15,854 / 16,004  | $1,014,662       |
| 19 de agosto de 2022                     | Nampa             | Estados Unidos         | Ford Idaho Center                       | 7,714 / 9,465    | $563,112         |
| 21 de agosto de 2022                     | Spokane           | Estados Unidos         | Spokane Arena                           | 9,749 / 11,020   | $763,683         |
| 22 de agosto de 2022                     | Portland          | Estados Unidos         | Moda Center                             | 11,133 / 12,715  | $1,073,536       |
| 24 de agosto de 2022                     | Vancouver         | Canadá                 | Rogers Arena                            | 13,545 / 13,545  | $1,140,289       |
| 26 de agosto de 2022                     | Edmonton          | Canadá                 | Rogers Place                            | 13,767 / 13,767  | $1,098,144       |
| 27 de agosto de 2022                     | Saskatoon         | Canadá                 | SaskTel Centre                          | 12,210 / 12,210  | $896,438         |
| 29 de agosto de 2022                     | Winnipeg          | Canadá                 | Canada Life Centre                      | 11,351 / 11,616  | $851,988         |
| 1 de setembro de 2022                    | Ottawa            | Canadá                 | Canadian Tire Centre                    | 11,757 / 12,137  | $1,166,585       |
| 2 de setembro de 2022                    | Quebec            | Canadá                 | Videotron Centre                        |                  |                  |
| 3 de setembro de 2022                    | Montreal          | Canadá                 | Bell Centre                             |                  |                  |
| 5 de setembro de 2022                    | Bristow           | Estados Unidos         | Jiffy Lube Live                         |                  |                  |
| 6 de setembro de 2022                    | Lexington         | Estados Unidos         | Rupp Arena at Central Bank Center       |                  |                  |
| 8 de setembro de 2022                    | Nashville         | Estados Unidos         | Bridgestone Arena                       |                  |                  |
| 9 de setembro de 2022                    | Memphis           | Estados Unidos         | FedExForum                              |                  |                  |
| 11 de setembro de 2022                   | Sioux Falls       | Estados Unidos         | Denny Sanford Premier Center            |                  |                  |
| 13 de setembro de 2022                   | Wichita           | Estados Unidos         | Intrust Bank Arena                      |                  |                  |
| 14 de setembro de 2022                   | Oklahoma City     | Estados Unidos         | Paycom Center                           |                  |                  |
| Etapa 6 — Europa                         |                   |                        |                                         |                  |                  |
| 3 de outubro de 2022                     | Lisboa            | Portugal               | Altice Arena                            |                  |                  |
| 4 de outubro de 2022                     | Madrid            | Espanha                | WiZink Center                           |                  |                  |
| 6 de outubro de 2022                     | Barcelona         | Espanha                | Palau Sant Jordi                        |                  |                  |
| 8 de outubro de 2022                     | Paris             | França                 | Accor Arena                             |                  |                  |
| 9 de outubro de 2022                     | Amsterdã          | Países Baixos          | Ziggo Dome                              |                  |                  |
| 10 de outubro de 2022                    | Cologne           | Alemanha               | Lanxess Arena                           |                  |                  |
| 12 de outubro de 2022                    | Berlim            | Alemanha               | Mercedes-Benz Arena                     |                  |                  |
| 13 de outubro de 2022                    | Berlim            | Alemanha               | Mercedes-Benz Arena                     |                  |                  |
| 15 de outubro de 2022                    | Hanover           | Alemanha               | ZAG-Arena                               |                  |                  |
| 17 de outubro de 2022                    | Mannheim          | Alemanha               | SAP Arena                               |                  |                  |
| 18 de outubro de 2022                    | Mannheim          | Alemanha               | SAP Arena                               |                  |                  |
| 20 de outubro de 2022                    | Munique           | Alemanha               | Olympiahalle                            |                  |                  |
| 21 de outubro de 2022                    | Munique           | Alemanha               | Olympiahalle                            |                  |                  |
| 22 de outubro de 2022                    | Bologna           | Itália                 | Unipol Arena                            |                  |                  |
| 24 de outubro de 2022                    | Hamburgo          | Alemanha               | Barclays Arena                          |                  |                  |
| 25 de outubro de 2022                    | Hamburgo          | Alemanha               | Barclays Arena                          |                  |                  |
| 27 de outubro de 2022                    | Zurique           | Suíça                  | Hallenstadion                           |                  |                  |
| 29 de outubro de 2022                    | Krakow            | Polónia                | Tauron Arena                            |                  |                  |
| 30 de outubro de 2022                    | Leipzig           | Alemanha               | Arena Leipzig                           |                  |                  |
| 31 de outubro de 2022                    | Cologne           | Alemanha               | Lanxess Arena                           |                  |                  |
| 2 de novembro de 2022                    | Budapeste         | Hungria                | László Papp Budapest Sports Arena       |                  |                  |
| 4 de novembro de 2022                    | Dortmund          | Alemanha               | Westfallenhallen                        |                  |                  |
| 6 de novembro de 2022                    | Londres           | Inglaterra             | The O2 Arena                            |                  |                  |
| 8 de novembro de 2022                    | Manchester        | Inglaterra             | AO Arena                                |                  |                  |
| 10 de novembro de 2022                   | Antwerp           | Bélgica                | Sportpaleis                             |                  |                  |
| Etapa 7 — Estados Unidos                 |                   |                        |                                         |                  |                  |
| 6 de dezembro de 2022                    | Detroit           | Estados Unidos         | Little Caesers Arena                    |                  |                  |
| 9 de dezembro de 2022                    | Nova Iorque       | Estados Unidos         | Madison Square Garden                   |                  |                  |
| 11 de dezembro de 2022                   | Boston            | Estados Unidos         | TD Garden                               |                  |                  |
| 16 de dezembro de 2022                   | Tampa             | Estados Unidos         | Amalie Arena                            |                  |                  |
| 18 de dezembro de 2022                   | Sunrise           | Estados Unidos         | FLA Live Arena                          |                  |                  |
| Etapa 8 — América do Sul                 |                   |                        |                                         |                  |                  |
| 25 de janeiro de 2023                    | Curitiba          | Brasil                 | Pedreira Paulo Leminski                 |                  |                  |
| 27 de janeiro de 2023                    | São Paulo         | Brasil                 | Allianz Parque                          |                  |                  |
| 28 de janeiro de 2023                    | São Paulo         | Brasil                 | Allianz Parque                          |                  |                  |
| 29 de janeiro de 2023                    | Belo Horizonte    | Brasil                 | Esplanada do Mineirão                   |                  |                  |
| 1 de fevereiro de 2023                   | Viña del Mar      | Chile                  | Estádio Sausalito                       |                  |                  |
| Etapa 9 — Australásia                    |                   |                        |                                         |                  |                  |
| 14 de fevereiro de 2023                  | Tóquio            | Japão                  | Ariake Arena                            |                  |                  |
| 15 de fevereiro de 2023                  | Tóquio            | Japão                  | Ariake Arena                            |                  |                  |
| 16 de fevereiro de 2023                  | Tóquio            | Japão                  | Ariake Arena                            |                  |                  |
| 18 de fevereiro de 2023                  | Kaohsiung         | Taiwan                 | Kaohsiung Arena                         |                  |                  |
| 20 de fevereiro de 2023                  | Pasay             | Filipinas              | Mall of Asia Arena                      |                  |                  |
| 22 de fevereiro de 2023                  | Singapura         | Singapura              | Singapore Indoor Stadium                |                  |                  |
| 25 de fevereiro de 2023                  | Perth             | Austrália              | RAC Arena                               |                  |                  |
| 28 de fevereiro de 2023                  | Melbourne         | Austrália              | Rod Laver Arena                         |                  |                  |
| 1 de março de 2023                       | Melbourne         | Austrália              | Rod Laver Arena                         |                  |                  |
| 4 de março de 2023                       | Sydney            | Austrália              | Qudos Bank Arena                        |                  |                  |
| 5 de março de 2023                       | Sydney            | Austrália              | Qudos Bank Arena                        |                  |                  |
| 8 de março de 2023                       | Brisbane          | Austrália              | Brisbane Entertainment Centre           |                  |                  |
| 11 de março de 2023                      | Auckland          | Nova Zelândia          | Spark Arena                             |                  |                  |
| 14 de março de 2023                      | Hong Kong         | China                  | AsiaWorld Arena                         |                  |                  |
| 15 de março de 2023                      | Hong Kong         | China                  | AsiaWorld Arena                         |                  |                  |
| Etapa 10 — Europa / Oriente Médio / Ásia |                   |                        |                                         |                  |                  |
| 28 de abril de 2023                      | Reiquiavique      | Islândia               | Laugardalshöll                          |                  |                  |
| 1 de maio de 2023                        | Cairo             | Egito                  | Zed East by Ora                         |                  |                  |
| 4 de maio de 2023                        | Mumbai            | Índia                  | JIO Gardens                             |                  |                  |
| 5 de maio de 2023                        | Nova Deli         | Índia                  | Airia Mall                              |                  |                  |
| 7 de maio de 2023                        | Abu Dhabi         | Emirados Árabes Unidos | Etihad Arena                            |                  |                  |
| 9 de maio de 2023                        | Manama            | Bahrein                | Al Dana Ampitheatre                     |                  |                  |
| 11 de maio de 2023                       | Gidá              | Arábia Saudita         | F1 Concert Zone                         |                  |                  |
| 13 de maio de 2023                       | Tel Aviv          | Israel                 | Live Park                               |                  |                  |
| Etapa 11 — África Austral                |                   |                        |                                         |                  |                  |
| 16 de maio de 2023                       | Cidade do Cabo    | África do Sul          | Grand Arena at GrandWest Casino         |                  |                  |
| 17 de maio de 2023                       | Cidade do Cabo    | África do Sul          | Grand Arena at GrandWest Casino         |                  |                  |
| 19 de maio de 2023                       | Pretória          | África do Sul          | SunBet Arena at Time Square             |                  |                  |
| 20 de maio de 2023                       | Pretória          | África do Sul          | SunBet Arena at Time Square             |                  |                  |